# Samuel Deszpot Zenowicz
Samuel Mikołajewicz Deszpot Zenowicz herbu własnego (zm. w 1645 roku) – chorąży mścisławski w latach 1616–1645, dworzanin Jego Królewskiej Mości.
Żonaty z Zofią Dymitrówną Sapieżanką i Maryną Bakówną.
Był wyznawcą kalwinizmu.